# 小野裕幸
小野 裕幸（おの ひろゆき、1986年10月3日 - ）は、群馬県勢多郡富士見村（現・前橋市）出身の元陸上競技選手、現指導者。専門は長距離走。富士見村立富士見中学校、前橋育英高等学校、順天堂大学スポーツ健康科学部卒業。日清食品グループ所属を経て慶應義塾大学競走部長距離ブロックのコーチを務める。2005、2007、2013年世界クロスカントリー選手権日本代表。

## 経歴
2004年に熊谷スポーツ文化公園陸上競技場で行われた第59回国民体育大会陸上競技少年男子A 5000mに出場し14分09秒92で6位入賞（日本人4位）。2005年にはフランス・サンテティエンヌサンガルミエで開催された第33回世界クロスカントリー選手権に日本代表として出場。男子ジュニアで52位であった。同年の金沢百万石ロードレースに出場。ハーフマラソン1時間05分35秒で3位に入る。また、ひろしま男子駅伝では第5区に出走し、25分01秒の好タイムで佐藤秀和に次ぐ区間2位に入る。
2006年には大学1年生ながら第82回箱根駅伝7区に出走、8区の難波祐樹にタスキリレー、区間2位という好成績をあげる。同年の全日本大学駅伝対校選手権大会2区に出走。区間2位の快走で7つ順位を上げた。2007年の第83回箱根駅伝では故障明けの松岡佑起に代わりエース区間2区に出走。区間12位と苦戦したが総合優勝を味わった。
同2007年の関東インカレ10000mで、自己記録を大きく上回るタイムで日本人最高の2位入賞を果たす。世界クロスカントリー選手権で日本代表として出場を果たした。
2008年の第84回箱根駅伝では前年まで今井正人が活躍した5区に出走し、小涌園前までは区間3位通過で快調な走りを見せるも、往路ゴールまで残り約500メートルの地点で脱水症状による低血糖状態となった。小野は何度も倒れながらも襷を繋ごうとしたが、競技運営委員、走路管理員、監督の3者合意により止め抱えられ途中棄権となった。順天堂大学の途中棄権は第71回箱根駅伝で10区の浜野健がリタイアして以来2度目であった。
松岡佑起から駅伝主将を継いだ、2008年度は関東インカレで10000m8位と5000m6位に入った。全日本大学駅伝予選会で最終組に登場し、ギタウ・ダニエルに次ぐ、個人2位で日本人トップに入るが、チームは予選落ちとなった。日本インカレでは5000m4位で、佐藤悠基に競り勝った。第85回箱根駅伝の予選会では個人10位に入った。第85回箱根駅伝本戦では、5区を走り区間2位の走りを見せた。
大学卒業後は日清食品グループに入社、2010年元旦第54回全日本実業団対抗駅伝競走大会には社会人ルーキーながら7区（15.7km）アンカーとして出場。強風の吹き荒れる故郷・前橋を先頭で疾走、坪田智夫（コニカミノルタ）の追撃を抑え区間賞を獲得する走りで、日清食品グループの同大会初優勝となるゴールテープを切った。
2015年、日本陸上競技選手権大会の5000mに出場、13分40秒03で4位に入る好走を見せた。
2019年、同年7月31日をもって日清食品グループ陸上競技部を退部し選手としては引退、翌8月から慶應義塾體育會競走部のコーチに就任した。

## 記録
- 5000m - 13分39秒98（2014年）ホクレンディスタンスチャレンジ
- 10000m - 27分57秒85（2015年）ホクレンディスタンスチャレンジ
- ハーフマラソン - 1時間03分30秒

## 参考資料・外部リンク
- 小野裕幸 - ワールドアスレティックスのプロフィール（英語）
- 日清食品グループ 陸上競技部 チームプロフィール